# Leijn Loevesijn
Leijn Loevesijn, né le 2 janvier 1949 à Amsterdam, est un coureur cycliste sur piste néerlandais, champion du monde de vitesse en 1971.

## Biographie
Leijn Loevesijn est issu d'une famille de trois enfants. En un an, son frère, sa mère et son père sont morts. Son père aurait demandé au cycliste néerlandais Jan Derksen, peu de temps avant sa mort, de prendre soin de son fils.  Derksen est par la suite devenu son entraîneur et directeur sportif.
En 1968, Loevesijn remporte une médaille d'argent en tandem (avec Jan Jansen) aux Jeux olympiques de Mexico, après avoir remporté les titres nationaux dans la course en tandem et sur le kilomètre chez les amateurs.
L'année suivante, il rejoint les professionnels. Pendant huit années d'affilée, de 1969 à 1976, il est champion des Pays-Bas de vitesse. En 1669, il remporte également le titre du 50 kilomètres.
En 1971, Loevesijn obtient la plus grande victoire de sa carrière avec le titre de champion du monde de vitesse chez les professionnels, le premier pour un Néerlandais depuis Derksen en 1957. Il faudra attendre 2004 et le succès de Theo Bos pour voir un compatriote lui succéder. En 1971, il est élu cycliste néerlandais de l'année. En 1976, il arrête sa carrière de coureur.
Après sa carrière sportive, il travaillé pour l'administration municipale d'Amsterdam jusqu'à sa retraite. Il est resté dans le monde du cyclisme en tant qu'entraîneur et pilote de Derny.

## Palmarès

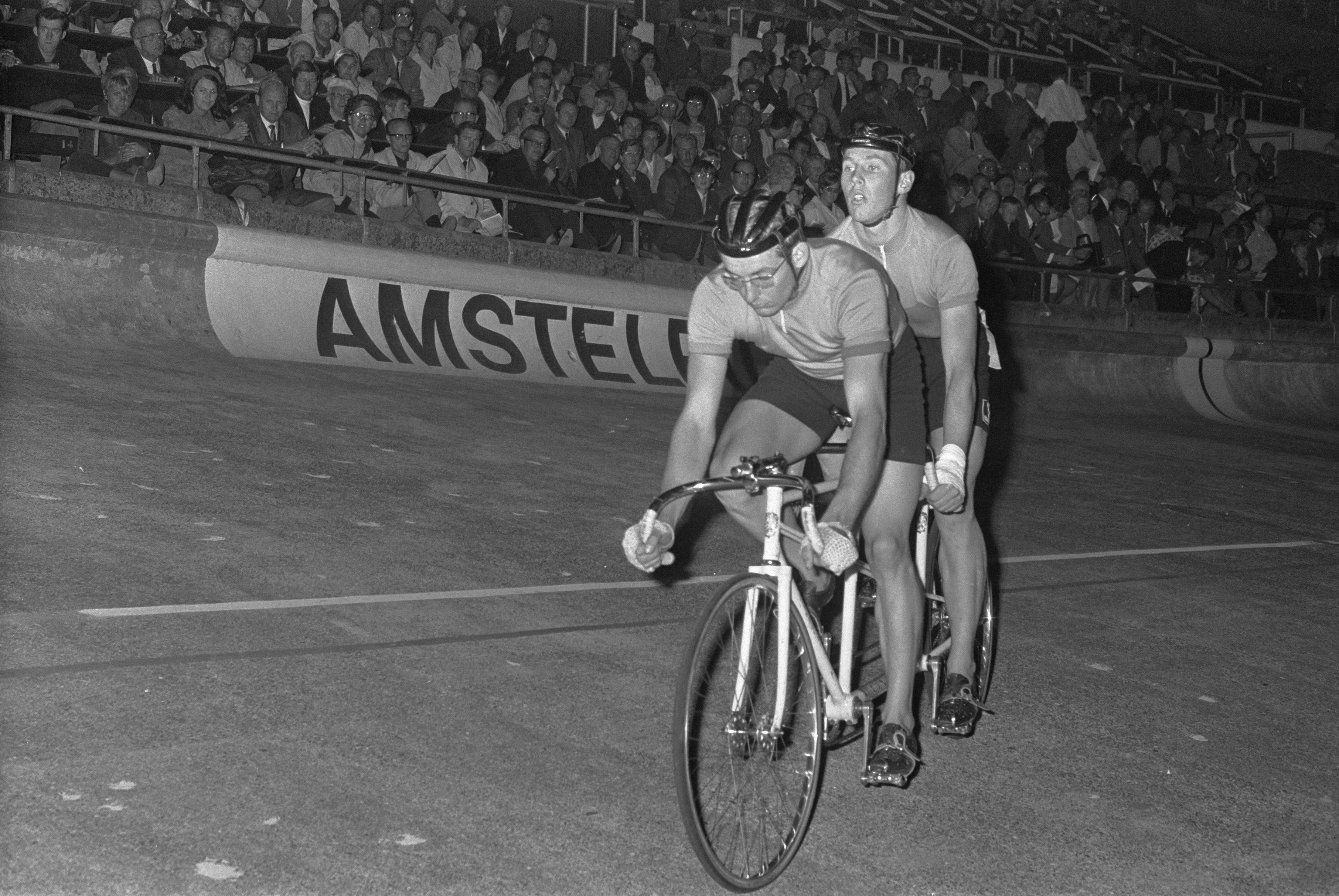
Leijn Loevesijn (derrière) sur un tandem avec Jan Jansen (1968).

### Jeux olympiques
- Mexico 1968
  -  Médaillé d'argent du tandem (avec Jan Jansen)

### Championnats du monde
- Leicester 1970
  -  Médaillé de bronze de la vitesse
- Varèse 1971
  -  Champion du monde de vitesse

### Championnats nationaux
- Champion des Pays-Bas de tandem amateur (avec Jan Jansen) en 1968
- Champion des Pays-Bas du kilomètre en 1968
- Champion des Pays-Bas du 50 kilomètres en 1969
- Champion des Pays-Bas de vitesse en 1970, 1971, 1972, 1973, 1974, 1975, 1976

### Grand Prix
- Grand Prix d’Anvers : 1970

## Distinctions
- Cycliste néerlandais de l'année : 1971